# 施明正
施明正（1935年12月15日—1988年8月22日），筆名施明秀，詩人、畫家、作家、推拿接骨師，台灣政治人物施明德之兄長。

## 簡介
1962年，受施明德影響，被以叛亂罪判刑五年，關入臺東泰源監獄。
1981年，以《渴死者》獲得吳濁流文學獎小說佳作獎。
1983年，以《喝尿者》獲得吳濁流文學獎小說正獎。
1988年，為聲援施明德的絕食行動，自行默默絕食，四個月後因肺衰竭逝世。

## 著作
- 《魔鬼的自畫像》，台北；1980年，文革出版。
- 《島上愛與死》，台北；1983年，前衛出版。
- 《施明正詩．畫．金石集》，台北；1985年，前衛出版。
- 《施明正詩．畫集－魔鬼的妖戀與純情及其他》，台北；1985年，前衛出版。
- 《施明正小說精選集》，台北；1987年，前衛出版。
- 《施明正集》，台北；1993年，前衛出版。
- 《島上愛與死：施明正小說集》，台北；1997年，麥田出版。

## 外部連結
- 台灣作家作品目錄資料庫——施明正 （页面存档备份，存于）

1. ↑  李若雯. . 獨立評論@天下. 2024-1-19.